# Bassam Saba
Bassam Saba (arabisch بسام سابا, DMG Bassām Sābā; * 26. Oktober 1958 in Tripoli; † 4. Dezember 2020 in Beirut) war ein libanesischer Komponist, Dirigent und Multiinstrumentalist. Neben arabischen Instrumenten wie der Nay, dem Oud, der Saz und der Buzuq spielte er auch klassische Flöte und Violine.

## Werdegang
Saba studierte am libanesischen Nationalkonservatorium in Beirut Nay, Oud und Violine. Ab 1976 studierte er am Conservatoire Municipal des Gobelins in Paris klassische westliche Musik und Flöte. Am Moskauer Gnessin-Institut erwarb er von 1979 bis 1985 den Mastergrad in den Fächern Flöte und Musikpädagogik.
Danach kehrte er nach Beirut zurück, wo er Leiter der  Beirut Symphonic Band wurde und mit Sängern wie Fairuz, Majida El Roumi und Wadih El Safi
und den Komponisten und Musikern Ziad Rahbani, Marcel Khalifé und Toufic Farroukh auftrat. Als klassischer Flötist gab er Konzerte in Russland, Frankreich, Japan und den USA.
1990 wurde er in New York Mitglied von Simon Shaheens Near Eastern Music Ensemble und seiner Gruppe Al-Qantara. Daneben trat er mit Jazzmusikern wie dem Saxophonisten Sonny Fortune, den Perkussionisten Jamey Haddad und Glen Velez und dem Bassisten Mike Richmond auf. Mit der Gruppe Al-Qantara nahm er 2001 an Stings Konzert im Jones Beach Theater in New York teil. 2002 trat er mit seinem Ensemble Musique sans Frontières bei einem Gedenkkonzert für die Opfer des 11. September 2001 mit dem Guarneri String Quartet, dem Julliard String Quartet und dem Shanghai String Quartet auf. 2004 spielte er Nay und Flöte beim Konzert We Are the Future in Rom mit dem Pianisten Herbie Hancock, dem Trompeter Quincy Jones, mit Kazim as-Sahir und Simon Shaheen auf.
Weiterhin war Saba Mitglied von Yo-Yo Mas Silk Road Ensemble und arbeitete als Gastsolist mit dem Absolute Ensemble, mit dem er unter Leitung von Kristjan Järvi das für ihn von Daniel Schnyder komponierte Konzert für Nay und Orchester uraufführte. Er unterrichtete seit 1996 bei dem jährlichen Arabic Music Retreat und leitete seit 2003 das Harvard Middle Eastern Music Ensemble. Sein eigenes Sextett, das Bassam Saba Ensemble, bestand aus der Geigerin Megan Gould, dem Cellisten Will Martina, dem Kontrabassisten Ben Street und den Perkussionisten April Centrone und Jamey Haddad.
Mit ihm nahm er 2009 das Album Wonderful Land mit eigenen Kompositionen auf.
Bassam Saba starb im Alter von 62 Jahren an den Folgen der COVID-19-Erkrankung.

## Diskographie
- Toufic Farroukh: Little Secrets, 1998
- Simon Shaheen: Blue Flame, 2001
- Simon Shaheen: Myriades Soukoun, 2001
- Toufic Farroukh: Drab Zeen, 2002
- Silk Road Ensemble: Off the Map, 2009
- Bassam Saba Ensemble: Wonderful Land, 2009
- Matt Herskowitz: Jerusalem Trilogy, 2010
- Maya Beiser: Provenance, 2010